# 焼津駅

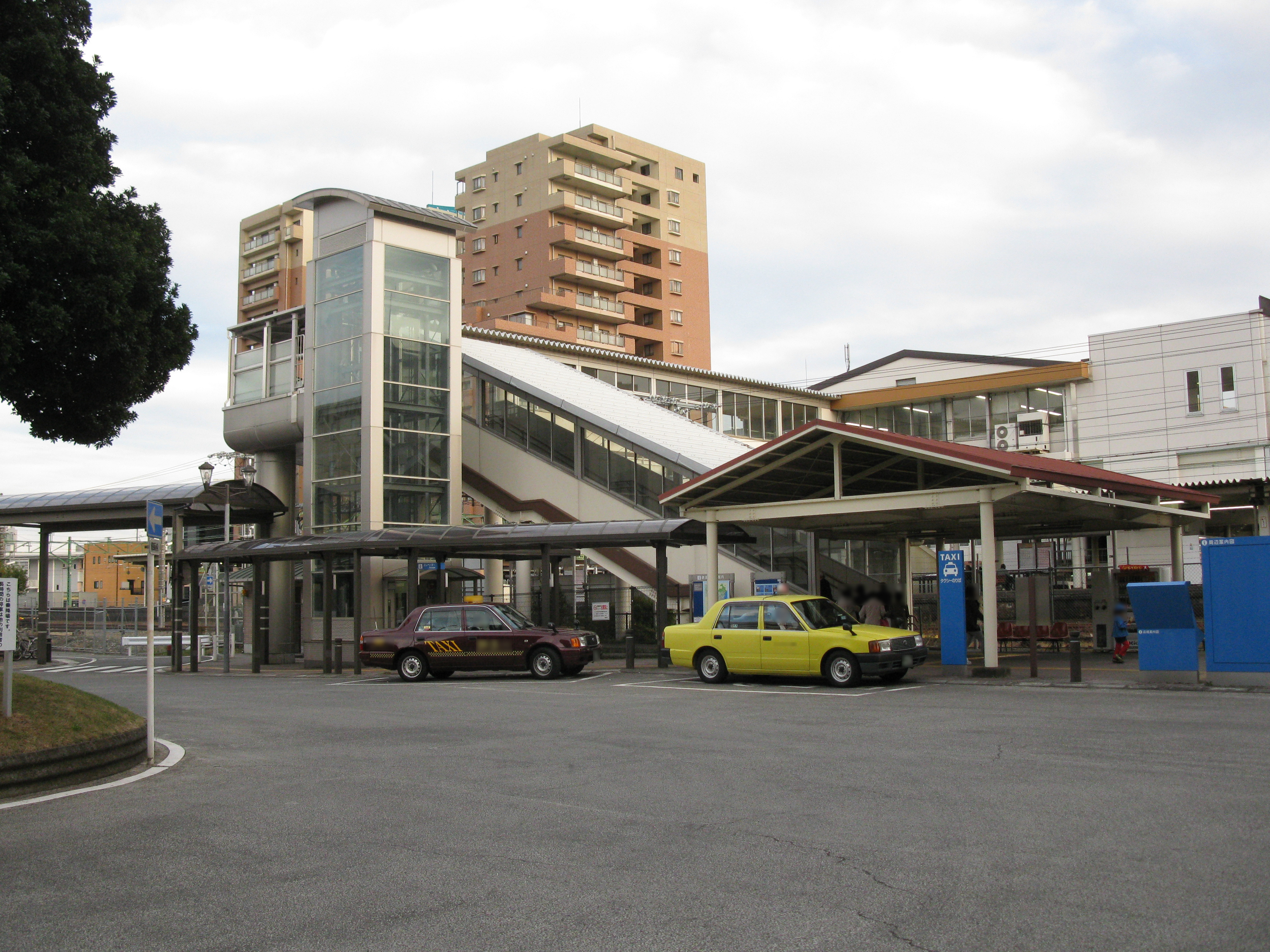
北口（2010年12月）

焼津駅（やいづえき）は、静岡県焼津市栄町一丁目にある、東海旅客鉄道（JR東海）東海道本線の駅である。駅番号はCA20。
運行形態の詳細は「東海道線 (静岡地区)」を参照。

## 歴史
- 1889年（明治22年）4月16日：官設鉄道の静岡 - 浜松間延伸により開業[1]。一般駅[1]。
- 1891年（明治24年）7月頃：藤枝焼津間軌道が駅前に乗り入れ。
- 1895年（明治28年）4月1日：官設鉄道の線路名称制定。東海道線（1909年（明治42年）に東海道本線に改称）の所属となる。
- 1900年（明治33年）：藤枝焼津間軌道廃止。
- 1930年（昭和5年）5月30日 - 昭和天皇が静岡県内を行幸。静岡駅発-焼津駅着、焼津駅発-島田駅着のお召し列車が運転[2]。
- 1965年（昭和40年）4月15日：鉄筋コンクリート造一部二階建て駅舎に改築[3]。
- 1975年（昭和50年）7月20日：橋上駅舎化[4]。
- 1986年（昭和61年）11月1日：車扱貨物・チッキの取扱を廃止[1]。
- 1987年（昭和62年）
  - 2月1日：みどりの窓口開設[5]。
  - 4月1日：国鉄分割民営化により東海旅客鉄道（JR東海）が継承[1]。
- 1992年（平成4年）12月12日：自動改札機を導入[6]。
- 2000年（平成12年）：ホームエレベーター設置
- 2003年（平成15年）10月：南口駅前広場改装（駅2階から駅前通りまでのデッキ整備）。
- 2004年（平成16年）：北口にエレベータ設置、北口広場を改装。
- 2008年（平成20年）3月1日：TOICAのサービス開始。
- 2009年（平成21年）10月：ボタン式からタッチパネル式の自動券売機に変更。

## 駅構造
島式ホーム1面2線を有する地上駅。ホームに接する本線の他、数本の側線がある。以前は廃車になったEF65形電気機関車（EF65 33）と客車3両（20系寝台客車の食堂車ナシ20 26+オハ47形客車のオハ47 2014・2168の2両）を使用したレストラン「ビアステーション焼津」が側線にあったが、1990年代後半に閉店・撤去され駐車場となっている。駅の南北を結ぶ橋上駅舎を備える。駅構内（改札口を通ってから）はトイレはない。
駅長・駅員配置駅（直営駅）である。管理駅として、西焼津駅を管理している。駅舎内部にはJR全線きっぷうりばなどが置かれている。

### のりば
| 番線 | 路線          | 方向 | 行先           |
| ---- | ------------- | ---- | -------------- |
| 1    | CA 東海道本線 | 下り | 浜松・豊橋方面 |
| 2    | CA 東海道本線 | 上り | 静岡・沼津方面 |

（出典：JR東海:駅構内図）
1970年代後半から1986年10月末まで、駅の用宗寄りにサッポロビール静岡工場への専用線があり、それ向けの貨物輸送が盛んに行われていた。瀬戸川を渡っていた鉄橋が現在は歩道兼自転車道として利用され、静岡県道375号静岡御前崎自転車道線がこの鉄橋を通っている。また、1960年半ばから1980年代半ばまで、赤坂鐵工所への専用線も敷設されていた。

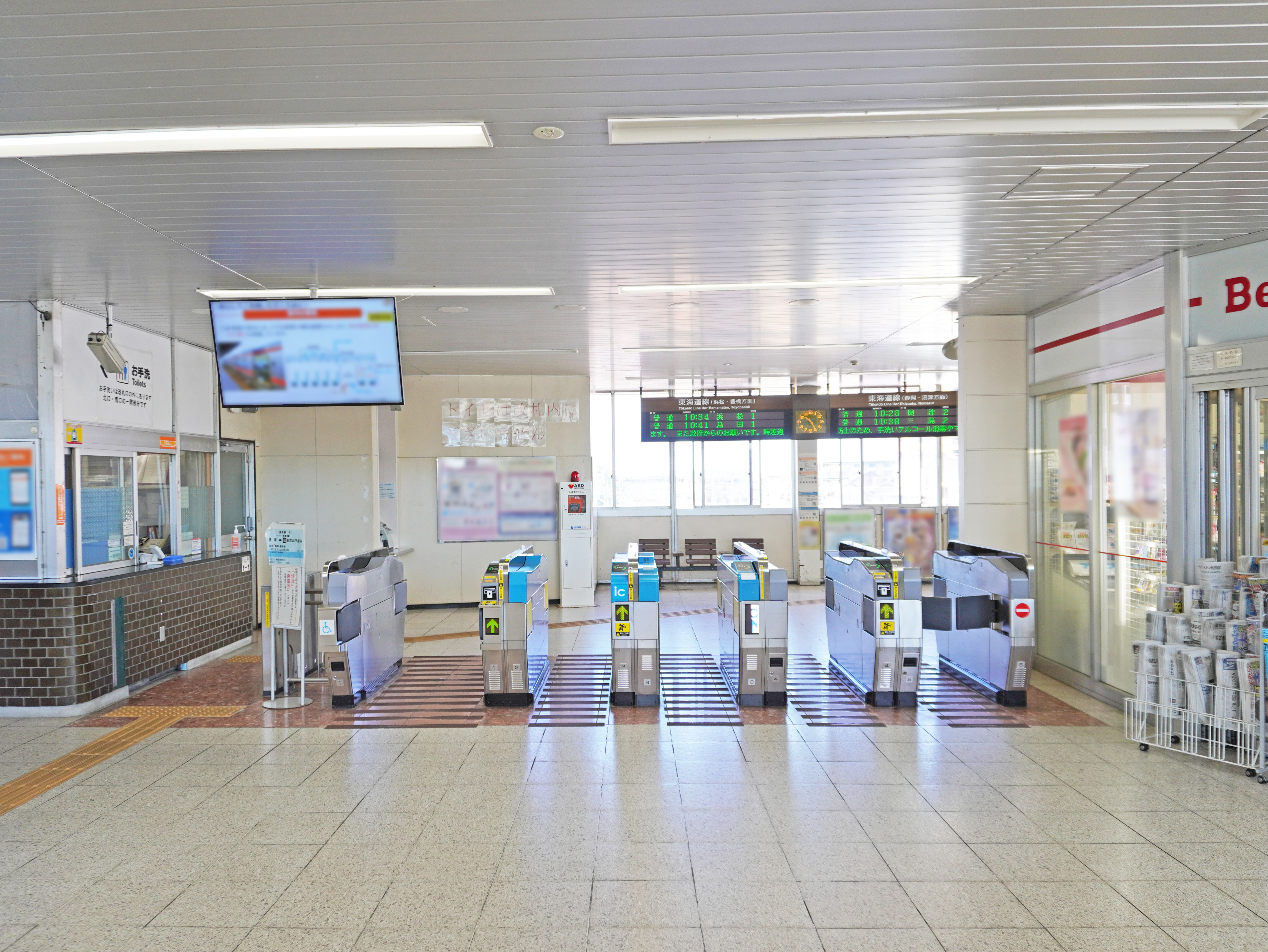
改札口（2022年9月）
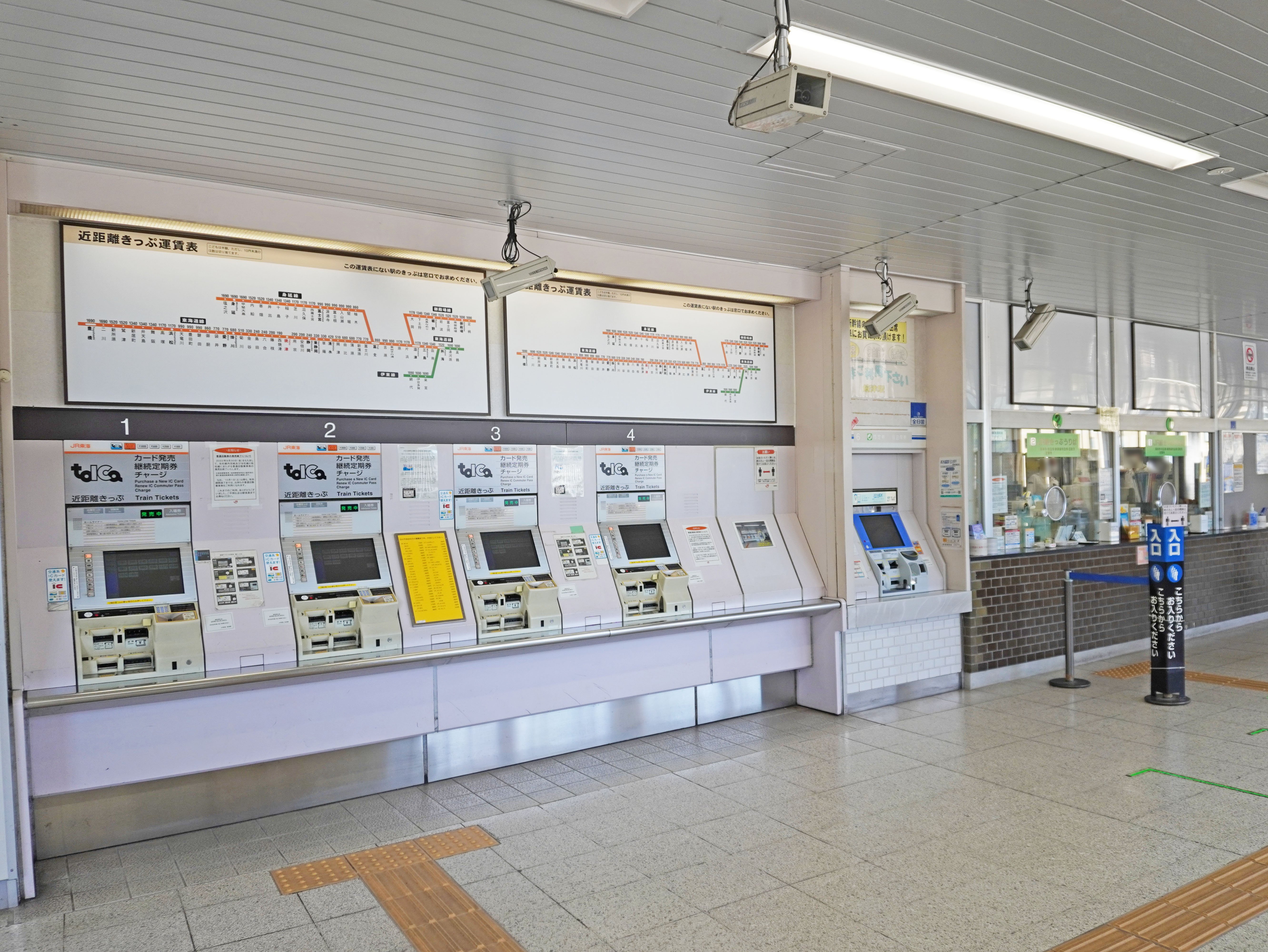
切符売り場（2022年9月）
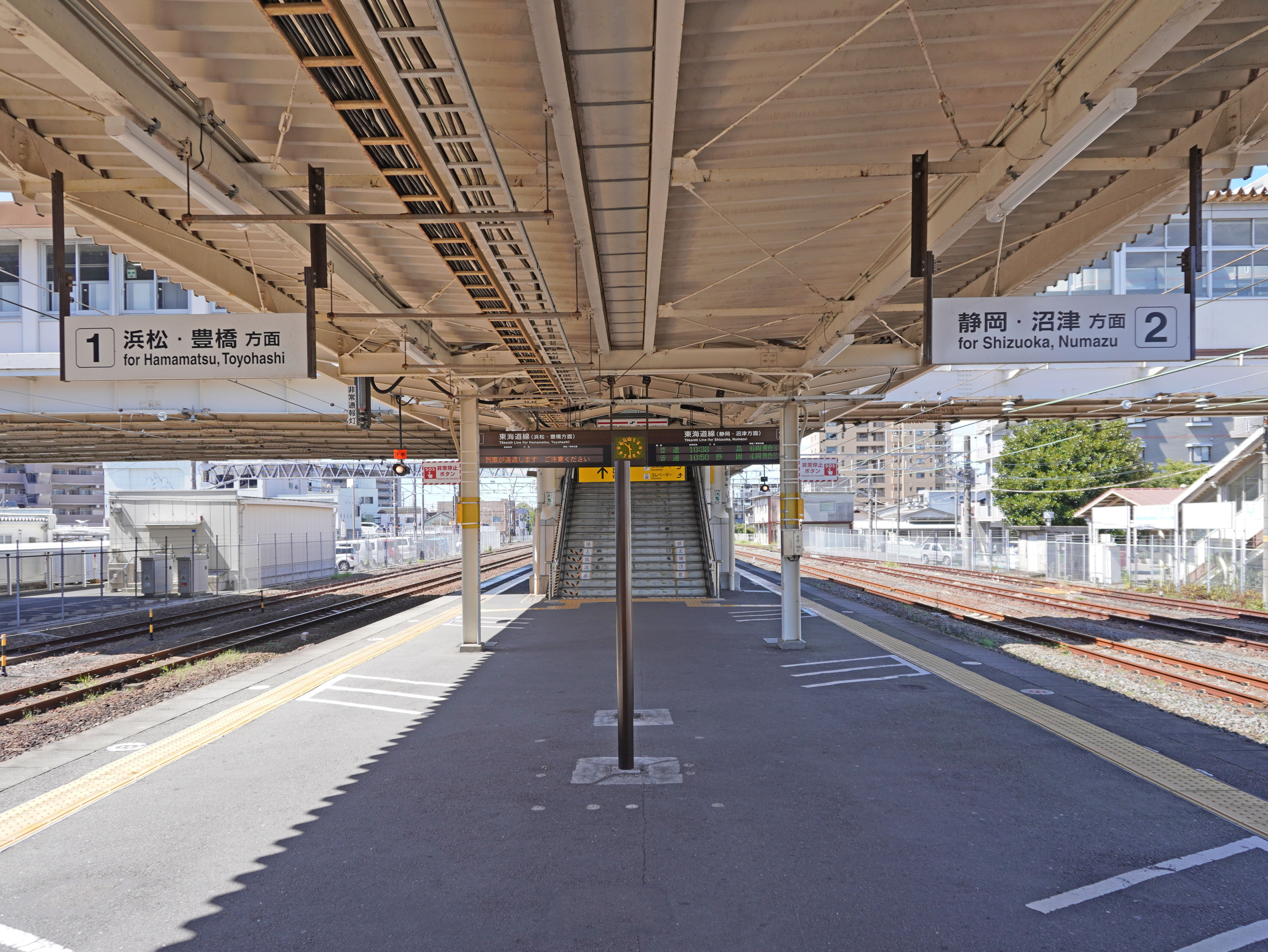
ホーム（2022年9月）

## 利用状況
JR東海の移動等円滑化取組報告書によると、2023年度（令和5年度）の1日平均乗降客数は15,466人である。
1993年度（平成5年度）以降の推移は以下のとおりである。
| 乗車人員推移       | 乗車人員推移     | 乗車人員推移 |
| 年度               | 1日平均 乗車人員 | 出典         |
| ------------------ | ---------------- | ------------ |
| 1993年（平成05年） | 14,331           | [ * 2 ]      |
| 1994年（平成06年） | 13,529           | [ * 3 ]      |
| 1995年（平成07年） | 13,260           | [ * 4 ]      |
| 1996年（平成08年） | 13,417           | [ * 5 ]      |
| 1997年（平成09年） | 12,955           | [ * 6 ]      |
| 1998年（平成10年） | 12,679           | [ * 7 ]      |
| 1999年（平成11年） | 12,179           | [ * 8 ]      |
| 2000年（平成12年） | 11,992           | [ * 9 ]      |
| 2001年（平成13年） | 11,919           | [ * 10 ]     |
| 2002年（平成14年） | 11,610           | [ * 11 ]     |
| 2003年（平成15年） | 11,314           | [ * 12 ]     |
| 2004年（平成16年） | 11,163           | [ * 13 ]     |
| 2005年（平成17年） | 11,121           | [ * 14 ]     |
| 2006年（平成18年） | 10,973           | [ * 15 ]     |
| 2007年（平成19年） | 10,828           | [ * 16 ]     |
| 2008年（平成20年） | 10,680           | [ * 17 ]     |
| 2009年（平成21年） | 10,337           | [ * 18 ]     |
| 2010年（平成22年） | 10,205           | [ * 19 ]     |
| 2011年（平成23年） | 9,980            | [ * 20 ]     |
| 2012年（平成24年） | 9,849            | [ * 21 ]     |
| 2013年（平成25年） | 9,891            | [ * 22 ]     |
| 2014年（平成26年） | 9,445            | [ * 23 ]     |
| 2015年（平成27年） | 9,484            | [ * 24 ]     |
| 2016年（平成28年） | 9,321            | [ * 25 ]     |
| 2017年（平成29年） | 9,188            | [ * 26 ]     |
| 2018年（平成30年） | 9,093            | [ * 27 ]     |
| 2019年（令和元年） | 8,868            | [ * 28 ]     |
| 2020年（令和02年） | 6,631            | [ * 1 ]      |
| 2021年（令和03年） | 6,785            | [ * 1 ]      |

## 駅周辺

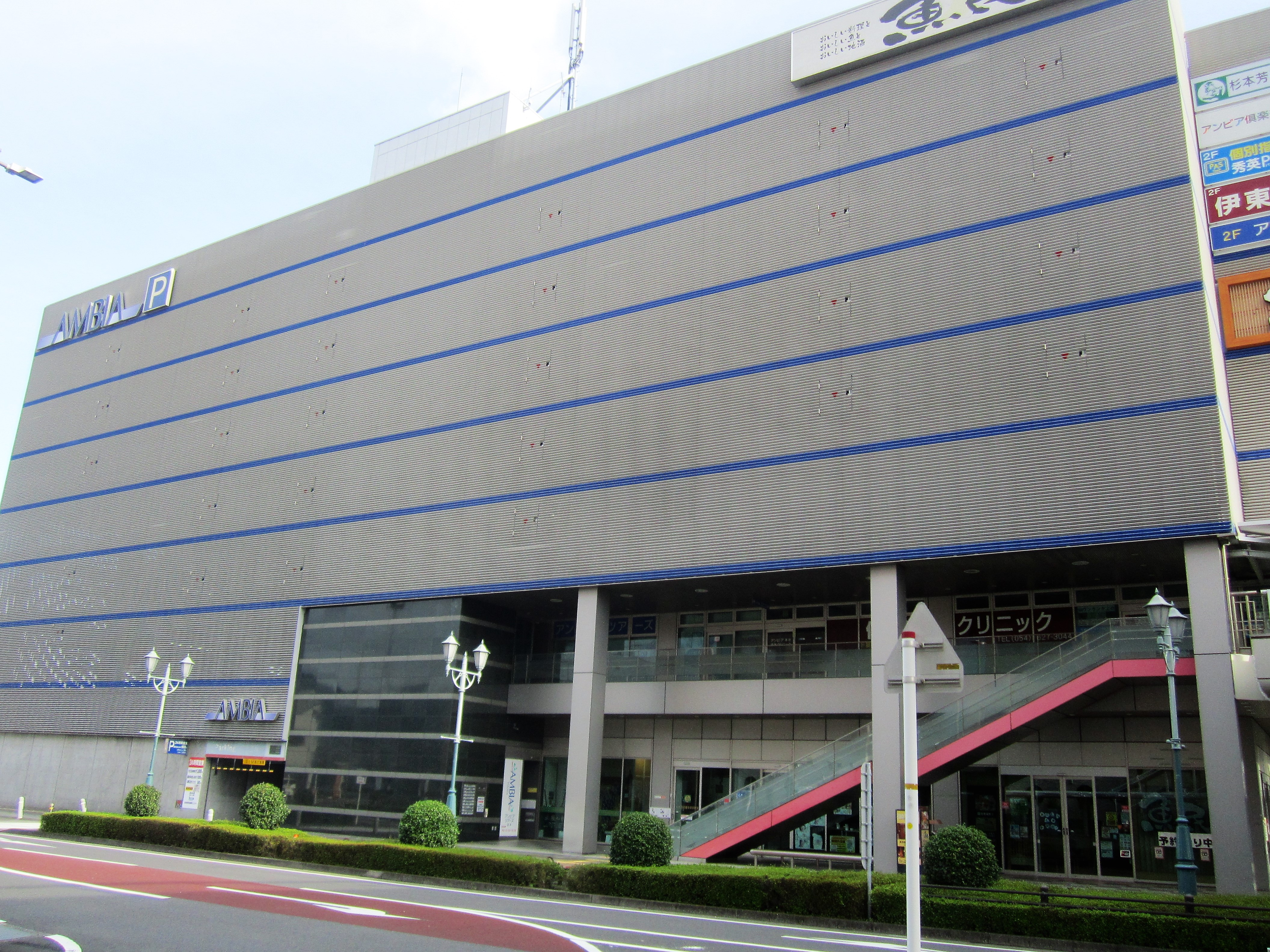
アンビ・アパークビル

- 焼津市役所
- 焼津郵便局
- 焼津漁港
- 国道150号
- エキチカ温泉くろしお
- アンビ・アパークビル

## バス路線
南口の「焼津駅前」停留所にて発着する。北口の「焼津駅北口」は降車専用。一般路線バス・自主運行バスともにしずてつジャストライン（岡部営業所）が運行している。
| のりば | 運行事業者             | 路線・行先 | 備考 |
| ------ | ---------------------- | --- | --- |
| 1      | しずてつジャストライン | しずてつジャストライン焼津岡部線：岡部営業所 | |
| 1      | しずてつジャストライン | 焼津市自主運行バス焼津循環線：中根新田・焼津駅 | 平日の「さつき経由 焼津駅前行き」最終便のみ中根新田止                                                               |
| 2      | しずてつジャストライン | - しずてつジャストライン一色和田浜線：水産加工センター・焼津駅 - しずてつジャストライン焼津大島線：大井川庁舎・静岡福祉大学・焼津市立病院前・大島新田 - しずてつジャストライン藤枝・焼津・静岡～「東京ディズニーリゾート」線：横浜駅（YCAT）・東京ディズニーランド・東京ディズニーシー | 一色和田浜線：毎日最終便のみ水産加工センター止 焼津大島線：平日の一部便は静岡福祉大学止、焼津市立病院前止、大島新田 |
| 3      | しずてつジャストライン | しずてつジャストライン一色和田浜線：下浜東洋水産前・焼津駅 | 平日最終便のみ下浜東洋水産前止                                                                                      |
| 4      | しずてつジャストライン | - 焼津市自主運行バス大井川焼津線：大井川庁舎 - 焼津市自主運行バス焼津循環線：焼津駅 | |
| 北口   | しずてつジャストライン | しずてつジャストライン焼津岡部線：降車専用 | |

## 隣の駅
東海旅客鉄道（JR東海）
CA 東海道本線
用宗駅 (CA19) - 焼津駅 (CA20) - 西焼津駅 (CA21)

### 記事本文